# Ronde van Italië voor vrouwen 2009
De Ronde van Italië voor vrouwen 2009 (Italiaans: Giro Donne 2009) werd verreden van vrijdag 3 juli tot en met zondag 12 juli in Italië. Het was de 20e editie van de rittenkoers. De ronde telde tien etappes, inclusief een proloog en een tijdrit op de derde dag.
De ronde werd gewonnen door de Duitse Claudia Häusler, die ook de 7e etappe op haar naam schreef. De winnares van de bergtrui, de Amerikaanse Mara Abbott werd tweede, de Zwitserse Nicole Brändli derde en de Britse Emma Pooley werd vierde. Beste Nederlandse was Iris Slappendel op de 24e plaats. Kirsten Wild won zowel de proloog als de laatste etappe.

## Etappe-overzicht
| Etappe | Datum   | Start                | Finish              | Afstand  | Winnaar             | klassementsleider |
| ------ | ------- | -------------------- | ------------------- | -------- | ------------------- | ----------------- |
| P      | 3 juli  | Scarperia            | Scarperia           | 2,5 km   | Kirsten Wild        | Kirsten Wild      |
| 1e     | 4 juli  | San Piero a Sieve    | Vaglia              | 99,9 km  | Edita Pučinskaitė   | Edita Pučinskaitė |
| 2e     | 5 juli  | Pontedera            | Santa Maria a Monte | 13,5 km  | Amber Neben         | Amber Neben       |
| 3e     | 6 juli  | Calcinaia            | Monte Serra         | 106,4 km | Mara Abbott         | Emma Pooley       |
| 4e     | 7 juli  | Porto Sant'Elpidio   | Porto Sant'Elpidio  | 109,2 km | Ina-Yoko Teutenberg | Emma Pooley       |
| 5e     | 8 juli  | Fossacesia           | Cerro al Volturno   | 114,3 km | Noemi Cantele       | Emma Pooley       |
| 6e     | 9 juli  | Cerro al Volturno    | Sant'Elena Sannita  | 119,3 km | Judith Arndt        | Claudia Häusler   |
| 7e     | 10 juli | Andria               | Castel del Monte    | 131,2 km | Claudia Häusler     | Claudia Häusler   |
| 8e     | 11 juli | San Marco dei Cavoti | Pesco Sannita       | 115,6 km | Trixi Worrack       | Claudia Häusler   |
| 9e     | 12 juli | Grumo Nevano         | Grumo Nevano        | 111,2 km | Kirsten Wild        | Claudia Häusler   |
| Totaal | Totaal  | Totaal               | Totaal              | 918 km   |                     |                   |